# Crunomys
Crunomys és un gènere de rosegadors de la família dels múrids. Està format per quatre espècies que viuen a les illes Filipines i a Cèlebes, a Indonèsia.

## Taxonomia
El gènere està format per les següents quatre espècies:
- Crunomys celebensis, a l'illa de Cèlebes
- Crunomys fallax, a Luzón
- Crunomys melanius, a l'illa de Mindanao
- Crunomys suncoides, a l'illa de Mindanao